# Muhammad Ayub Khan
Vous lisez un « article de qualité » labellisé en 2017.
Mohammed Ayoub Khan ou Muhammad Ayub Khan (en ourdou : محمد ایوب خان), né le 14 mai 1907 à Haripur et mort le 19 avril 1974 à Rawalpindi, est un militaire et homme d'État pakistanais. Général en chef de l'armée pakistanaise dès 1951, il s'empare du pouvoir et impose une dictature militaire après que, le 8 octobre 1958, le président Iskander Mirza a abrogé la constitution et proclamé la loi martiale. Il a été président de la république islamique du Pakistan du 27 octobre 1958 au 25 mars 1969 et est l'un des trois grands dirigeants militaires qu'a connu le pays.
D'origine pachtoune et né dans une famille rurale du district d'Haripur, Muhammad Ayub Khan reçoit une formation militaire puis s'engage au sein de l'armée indienne britannique en 1929 avant de rejoindre l'armée pakistanaise en 1947, lors de la création du pays. Il progresse rapidement dans la hiérarchie militaire, jusqu'à devenir le premier Pakistanais à diriger les forces armées de la jeune nation en 1951. Après avoir été nommé ministre de la Défense en 1954, il est le co-auteur d'un coup d’État contre le gouvernement civil le 8 octobre 1958 avec l'aide du président Mirza, qu'il renverse et remplace ensuite rapidement.
Dirigeant le pays pendant dix ans de manière autoritaire, Ayub Khan instaure une nouvelle constitution et entame des réformes économiques et sociales importantes. Il conduit une politique mêlant libéralisme économique, répartition de certaines richesses, réformes séculières et références à l'Islam. D'abord populaire, son pouvoir s'affaiblit progressivement après la deuxième guerre indo-pakistanaise de 1965. Il démissionne le 25 mars 1969 à la suite de vastes mouvements de contestation. Son héritage politique est controversé, étant le premier général pakistanais auteur d'un coup d’État, marquant ainsi le début de conflits récurrents entre pouvoirs civil et militaire dans le pays.

## Jeunesse et vie privée
Muhammad Ayub Khan est né le 14 mai 1907 à Rehana, village du district d'Haripur alors situé dans la province de la Frontière-du-Nord-Ouest, dans le Raj britannique,. Il appartient à la tribu pachtoune Tarin, installée dans l'Est de la province dans la région dite « Hazara ». Ayub Khan est le premier enfant de la seconde femme de Mir Dad Khan, un ancien officier d'un régiment de cavalerie de l'armée indienne britannique. De par sa famille, il parle donc couramment le pachto ainsi que le dialecte local hindko, en plus de l'anglais et l'ourdou, les deux langues officielles du Pakistan.
Ayub Khan commence son éducation dans le village du district d'Haripur Sarai Saleh, situé à plus de six kilomètres de son village. Il effectue alors régulièrement les trajets à dos de mulet. Il continue ensuite l'école dans la capitale locale Haripur en s'installant chez sa grand-mère. En 1922, il passe son examen de fin d'étude secondaire puis intègre l'université musulmane d'Aligarh. Après quatre années d'études, il quitte l'Inde avant d'avoir obtenu son bachelor pour intégrer l'Académie royale militaire de Sandhurst en Angleterre.
Ayub Khan est marié à Zaidi Khatoon et a eu quatre fils et deux filles. Le plus âgé, Gohar Ayub Khan, est né en 1937 et devient dans les années 1990 président de l'Assemblée nationale puis ministre des Affaires étrangères. Sa fille Nasim se marie en 1955 avec Miangul Aurangzeb, dernier prince héritier de Swat,. Son petit-fils Omar Ayub Khan, né en 1970, a été brièvement ministre et député durant les années 2010,.

## Carrière militaire

### Ascension (1928-1949)

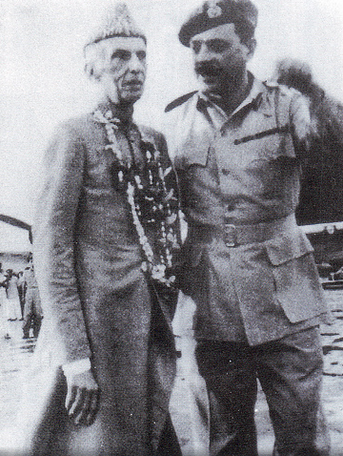
Ayub Khan (à droite) et Muhammad Ali Jinnah, le fondateur du Pakistan.

Muhammad Ayub Khan commence sa carrière militaire au sein de l'armée indienne britannique en étant nommé au rang de sous-lieutenant après sa formation au Royal Military College à Sandhurst. Le 2 février 1928, il commence à l'âge de vingt-et-un ans son service militaire obligatoire au sein du premier bataillon du quatorzième régiment du Pendjab. Le 10 avril 1929, il est intégré dans ce même bataillon avant de rejoindre le cinquième régiment du Pendjab. Il est ensuite promu au rang de lieutenant le 2 mai 1930 puis au rang de capitaine le 2 février 1937.
Pendant la Seconde Guerre mondiale, le 19 mai 1941, Ayub Khan est élevé au rang de major. Il est promu lieutenant-colonel l'année suivante puis rejoint le front birman. En 1945, il est promu colonel, puis commandant en second de son régiment durant la campagne de Birmanie. Il aurait cependant été temporairement suspendu durant cette campagne pour « lâcheté ».
À la fin de la guerre, il retourne au Raj britannique dans sa région natale, la province de la Frontière-du-Nord-Ouest, où il est promu au rang de brigadier première étoile et sert au Waziristan. Il est alors l'officier musulman le plus gradé de l'armée indienne britannique. Lors de la partition des Indes, Ayub Khan est chargé d'assister le général britannique Thomas Wynford Rees au sein des forces frontalières du Pendjab, une unité militaire créée spécialement pour faire face aux violences communautaires dans la province. Il est plus tard accusé de laxisme face à ces affrontements. Après la création du Pakistan le 14 août 1947, Ayub Khan choisit de rejoindre le nouveau pays. Là encore, il gravit rapidement les échelons : en 1948, il obtient le grade de major-général et sert au Pakistan oriental en étant responsable d'une division entière. Il recevra à ce titre la décoration militaire Hilal-e-Jurat. En 1949, promu adjudant-général, il est affecté au quartier-général de l'armée pakistanaise à Rawalpindi, puis devient la même année vice-commandant-en-chef, c'est-à-dire subordonné au chef de l'armée Douglas Gracey, plus haute fonction militaire du pays.

### Chef de l'Armée (1951-1954)

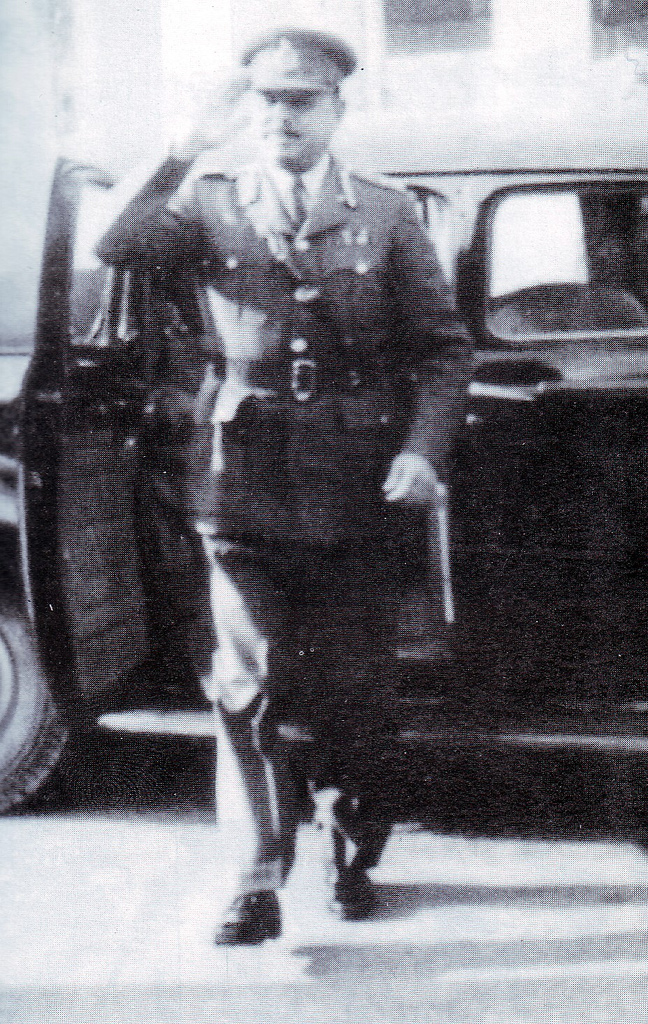
Muhammad Ayub Khan lors de son investiture en tant que chef de l'armée, le 17 octobre 1951.

À l'approche de son retrait, le chef de l'armée pakistanaise Douglas Gracey laisse des recommandations au Premier ministre Liaquat Ali Khan. Parmi les noms proposés pour le remplacer, on trouve notamment Iftikhar Khan, mais ce dernier meurt dans un accident d'avion le 13 décembre 1949. Muhammed Akbar Khan fait également partie des favoris, étant donné qu'il est l'un des plus âgés. C'est pourtant Ayub Khan qui est nommé commandant-en-chef le 16 janvier 1951 par le Premier ministre. C'est le plus haut poste militaire du pays et il est le premier Pakistanais à l'occuper, mettant fin à la période de transition menée par les officiers britanniques. Il aurait finalement été choisi car il était vu comme le plus loyal au gouvernement civil et le moins ambitieux.
Dans un contexte de guerre froide où le Pakistan hésite entre une alliance avec l'URSS ou les États-Unis, le Premier ministre Liaquat Ali Khan est assassiné le 16 octobre 1951 peu après une réunion stratégique qu'il avait tenu avec Ayub Khan et le ministre des Affaires étrangères Zafarullah Khan, à propos de la coopération avec les Américains. Au début de l'automne 1953, Ayub Khan rend visite à l'administration américaine de sa propre initiative, peu avant une rencontre officielle prévue avec le gouvernement civil. Le général aurait fait bonne impression sur le secrétaire d'État John Foster Dulles. Les deux hommes discutent notamment d'une forte alliance stratégique entre leur pays respectif. Durant cette période, les relations entre le pouvoir civil et le pouvoir militaire se dégradent sérieusement, notamment à la suite de la première guerre indo-pakistanaise au cours de laquelle les généraux pakistanais reprochent le manque de soutien de la part du gouvernement. C'est dans ce contexte que le gouverneur général Malik Ghulam Muhammad propose à Ayub Khan de prendre le pouvoir en renversant le gouvernement. Cependant, le chef militaire refuse mais accepte ensuite l'offre de Ghulam d'entrer en politique,.

### Ministre de la Défense (1954-1958)
Le 24 octobre 1954, Ayub Khan devient ministre de la Défense tout en conservant son poste de chef de l'armée. Il a été nommé au sein du gouvernement dirigé par Muhammad Ali Bogra grâce au soutien du gouverneur général Malik Ghulam Muhammad. Pendant cette période, le rôle politique d'Ayub Khan augmente considérablement alors qu'il va connaître cinq Premiers ministres différents en quatre ans. Ayub Khan commenta plus tard que ses deux principaux objectifs au sein du gouvernement étaient de « protéger l'armée des interférences politiciennes » et d'unir le Pakistan occidental en une seule province. Ce second objectif est vu comme un moyen de lutter contre l'influence du Pakistan oriental. Ayub Khan va également contribuer au rapprochement de son pays avec les États-Unis, notamment en négociant l'adhésion au pacte de Bagdad et à l'Organisation du traité de l'Asie du Sud-Est.
Paradoxalement, Ayub Khan aurait été dans sa jeunesse favorable à la séparation des pouvoirs militaires et civils. Cependant, l'exercice du pouvoir va modifier ses convictions alors qu'il considère les hommes politiques qu'il côtoie comme inefficaces. Il qualifie notamment dans son journal les différents chefs de gouvernement avec lesquels il a travaillé en tant que ministre de la Défense d'« imbéciles », « impétueux » ou manquant de « compétence et de courage ». Il entre notamment en conflit avec le Premier ministre Feroz Khan Noon concernant la logistique de l'armée et l'extension de sa fonction militaire, accordé deux fois par le président Mirza entre 1954 et 1958. Ayub Khan se rapproche alors de l'ex-militaire Iskander Mirza, qui succède à Ghulam au poste de gouverneur général puis devient président de la république, poste nouvellement créé par la Constitution de 1956. Pour le chercheur Christophe Jaffrelot, les deux hommes vont s'associer « pour déloger les civils du pouvoir ».

## Président de la République

### Coup d’État

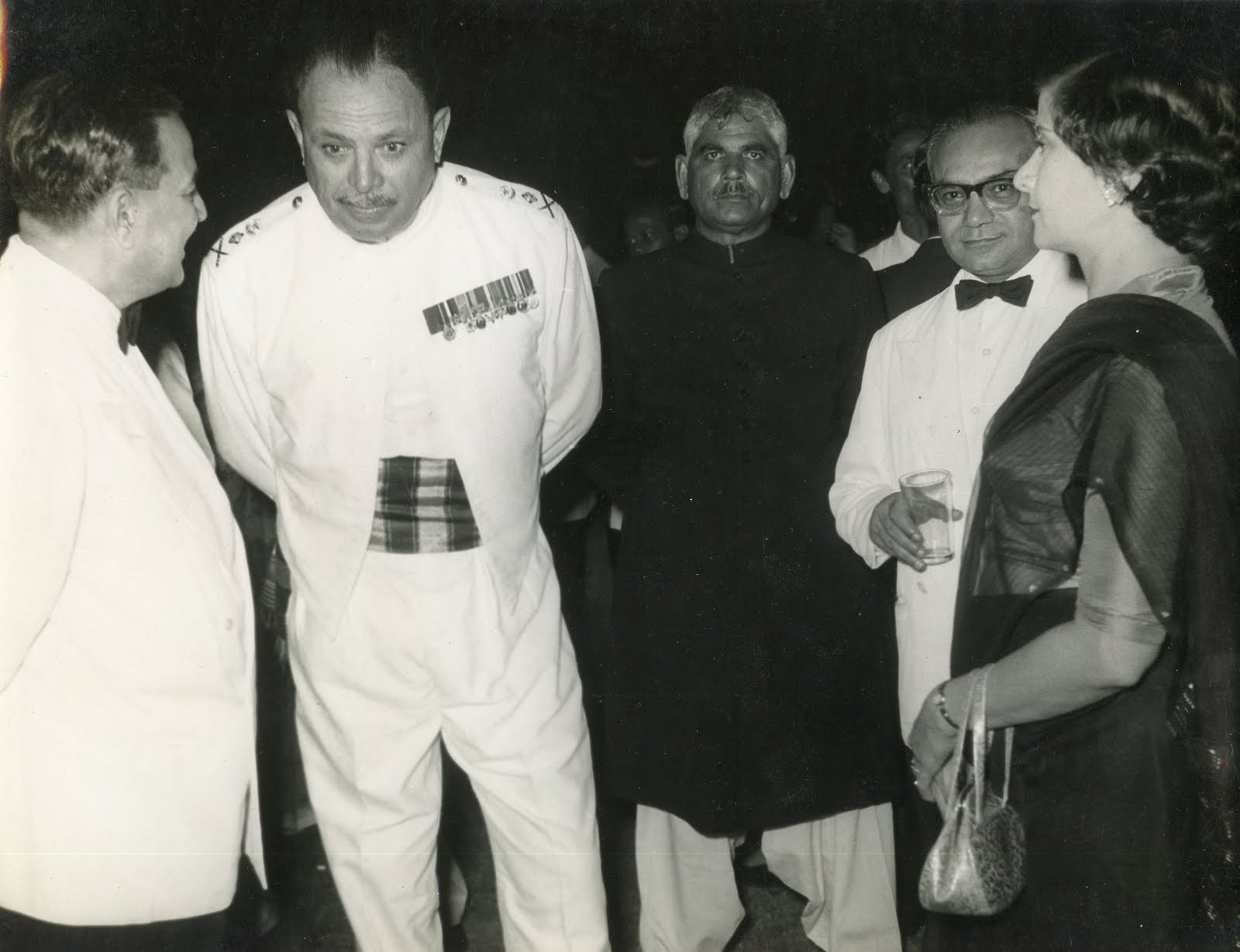
Ayub Khan accompagné du haut fonctionnaire Shaikh Nazrul Bakar et sa femme, en 1958.

Dans la nuit du 7 au 8 octobre 1958, le président de la République Iskander Mirza renverse le gouvernement de Feroz Khan Noon, annonce la mise en place de la loi martiale et abroge la Constitution de 1956, avec le soutien du chef de l'armée Ayub Khan. Ce dernier est alors nommé « administrateur-en-chef de la loi martiale ». Pour ce faire, le chef militaire a en effet bénéficié du soutien de sa hiérarchie, et notamment des responsables régionaux. Cependant, les deux hommes entrent très rapidement en conflit à propos du partage du pouvoir. Le président Mirza tente de conserver la réalité des décisions mais Ayub Khan bénéficiant de l'appui de l'armée, le rapport de force s'inverse rapidement. Le 24 octobre, Mirza nomme Ayub Khan Premier ministre et tente d'établir un nouveau leadership militaire qui lui soit plus favorable. Toutefois, les généraux restent loyaux envers leur chef et, dès le 27 octobre, Mirza est arrêté par l'armée et Ayub Khan le remplace le lendemain au poste de président de la République.
Ce coup d’État en deux temps se produit sans la moindre violence et Ayub Khan bénéficie du soutien de l'armée, d'une partie de l'administration et même de la population, épuisée par l'instabilité politique et la corruption. On observe une certaine continuité du pouvoir entre les deux hommes, Ayub Khan conservant la même loi martiale ainsi que le gouvernement de son prédécesseur, qui exclut les hommes politiques et est composé pour moitié de militaires et moitié de civils. Le coup marque enfin l'avènement de l'armée pakistanaise, après des années de développement intensif pour faire face aux confrontations avec l'Inde. Dans le but affiché de lutter contre la corruption, le nouveau pouvoir inculpe ou limoge 150 anciens ministres, 600 anciens députés, près de 2 000 fonctionnaires et interdit les partis politiques.

### Présidentialisation et réformes juridiques
À l'occasion du premier anniversaire de sa prise de pouvoir, Ayub Khan publie une ordonnance (« Basic Democracise Order, 1959 ») visant à donner une légitimité démocratique à son régime. L'acte juridique met en place l'élection de 80 000 représentants pour voter à un plébiscite sur la personne d'Ayub Khan. La question posée précise qu'en cas de réponse positive, Ayub Khan sera considéré comme élu président et qu'il sera autorisé à écrire la nouvelle constitution. Environ 95 % des grands électeurs vont confirmer le président lors du scrutin tenu le 14 février 1960. La constitution est présentée en 1961 et entre en application l'année suivante, mettant officiellement fin à la loi martiale le 8 juin 1962. Elle met en place un régime politique présidentiel, en partie inspiré du système américain. Toutefois, le système électoral reste toujours indirect, le collège électoral des 80 000 élisant à la fois le président et les députés de l'Assemblée nationale. De même, les grands électeurs sont soumis à une pression de la part du gouvernement et leur liberté d'action est dans les faits limitée, le pouvoir ayant par exemple menacé des représentants ruraux de se voir privés d'eau pour l'irrigation des terres.
En dehors du plan constitutionnel, Ayub Khan amorce d'autres réformes emblématiques. Bien que la nouvelle constitution mette en place une république islamique et énonce le respect des principes musulmans, le président met en place des réformes législatives qui vont parfois à l'encontre de certaines traditions. L'ordonnance du 2 mars 1961 prévoit ainsi que la polygamie soit encadrée, notamment par la nécessité de l'accord de la première épouse. En 1963, deux ordonnances présidentielles mettent en place la censure de la presse, le gouvernement étant autorisé à prendre le contrôle de médias incitant à la « haine » envers le gouvernement ou menaçant l'unité nationale. Le pouvoir met aussi en place une réforme agraire qui limite les possessions des grands propriétaires terriens féodaux à environ 400 hectares et redistribue certaines terres. Celle-ci est un semi-succès : dix ans plus tard, environ 20 % des terres ont été redistribuées à des paysans indépendants. Ces derniers seront les principaux soutiens du régime parmi les grands électeurs ruraux. Cependant, les effets de la réforme ont été limités par de multiples dérogations. De même, de nombreux grands propriétaires ont partagé leurs terres dans le cercle familial pour ne pas dépasser les plafonds autorisés.

### Politique économique

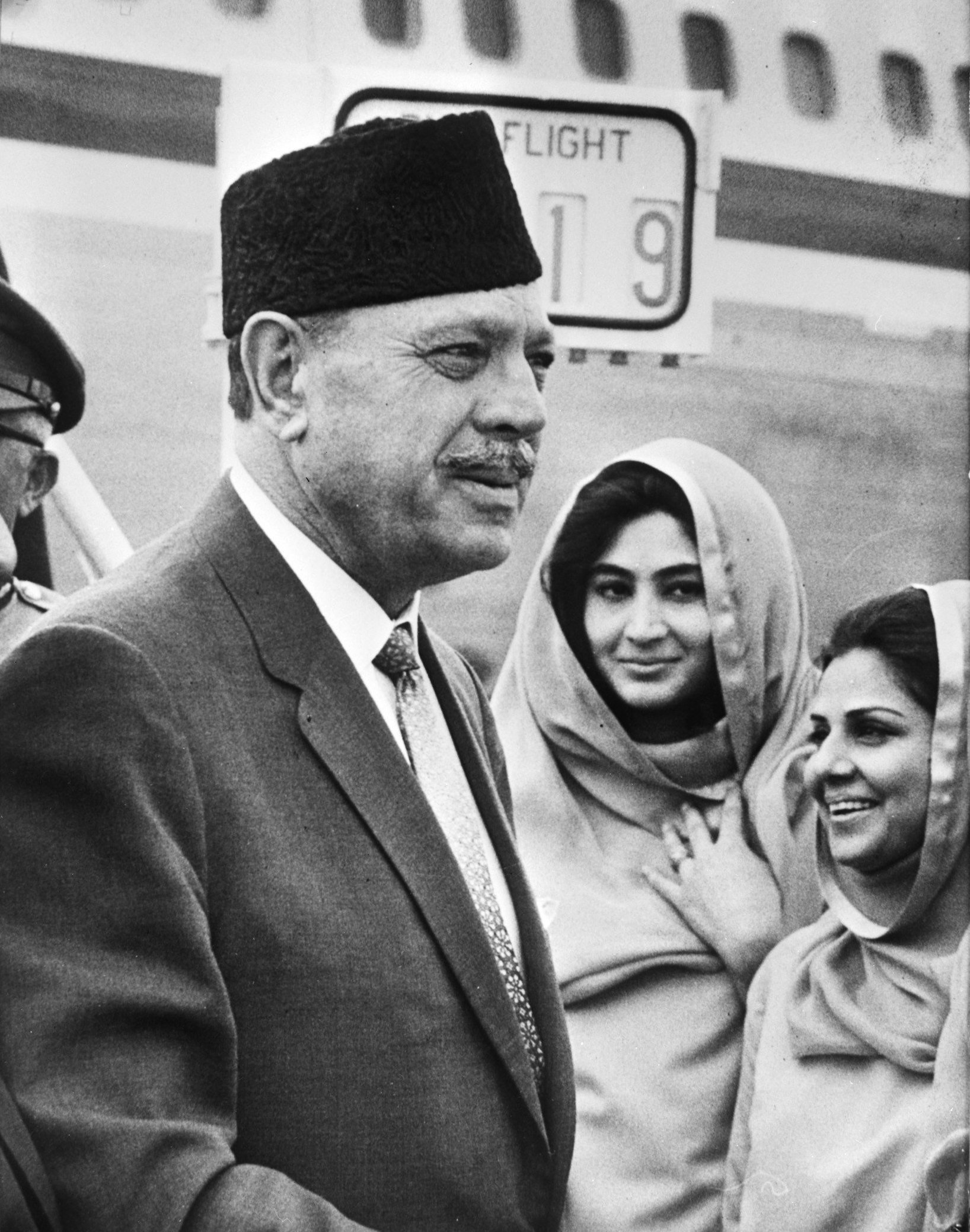
Ayub Khan en 1972.

La politique économique appliquée par Ayub Khan est principalement d'orientation libérale et capitaliste, malgré une certaine intervention de l’État. Le gouvernement tente d'attirer les investissements étrangers en mettant en place des mesures favorables aux entreprises et privatise de larges secteurs de l'économie,. Ayub Khan met aussi en place une planification de l'économie par l’État et prend la tête de la commission chargée de l'appliquer en 1961. En 1959, il instaure un système de bons pour les investisseurs (Export Bonus Vouchers Scheme) et réussit à augmenter les exportations, notamment vers l'Occident. De plus, le Pakistan bénéficie d'aides financières américaines, ce qui aide le gouvernement à investir dans l'école et la formation. Ainsi, le début des années 1960 est un moment de croissance très rapide pour le pays, un record dans son histoire, dépassant même l'Inde à cette période. Entre 1960 et 1965, la croissance annuelle moyenne s'établit à 11,5 % du PIB et l'industrie prend rapidement de l'ampleur, surtout l'industrie militaire. Le pays est alors cité en exemple pour ceux en voie de développement.
Toutefois, l'économie chute brutalement après la guerre de 1965, faisant fuir les investissements et réduisant les aides internationales. Les investissements prévus par le plan quinquennal de 1965-1970 sont rapidement réorientés vers l'armée et de nombreux projets de développement sont abandonnés, notamment ceux visant à réduire la disparité entre le Pakistan occidental et le Pakistan oriental, ce dernier ayant été longtemps délaissé. De même, le fort développement économique n'a pas réussi à réduire les énormes inégalités sociales. Malgré la réforme agraire, ceux qu'on appelle les « 22 familles » possèdent en 1968 les deux-tiers de l'industrie et 87 % des institutions financières,. De plus, la lutte contre la corruption est également considérée comme un échec, des officiers militaires s'étant par exemple accaparés des terres redistribuées.

### Politique militaire et intérieure
Dès sa prise du pouvoir le 27 octobre 1958, Ayub Khan nomme Muhammad Musa au poste de chef de l'armée pour le remplacer. Dans un premier temps, le pouvoir réduit quelque peu le prépondérant budget militaire du pays afin de développer l'économie. Toutefois, dès 1963, le budget militaire recommence à fortement augmenter et encore plus à partir de la guerre de 1965. Ainsi, le pouvoir d'Ayub Khan va symboliser la montée en puissance de l'armée dans toutes les sphères de la vie publique pakistanaise, ce qui va progressivement améliorer la situation politico-économique de l'élite pendjabie qui est prééminente au sein de l'armée, au détriment des Muhadjirs dont l'élite intellectuelle avait influencé la création du pays. Les effectifs de l'armée passent de 250 000 hommes en 1960 à 390 000 en 1969. De même, la part du PIB consacrée au budget militaire passe de 4,66 % en 1962 à 7,48 % en 1969 et le pays s'équipe en technologie occidentale. La marine est fortement développée grâce à l'acquisition de destroyers et surtout de sous-marins américains (classe Tench) puis français (classe Daphné).
C'est aussi sous le pouvoir d'Ayub Khan que l’obtention d'une arme nucléaire commence à engranger des partisans parmi les militaires. Son ministre des affaires étrangères Bhutto pousse en ce sens, mais Ayub Khan est réticent à cette idée. Il favorise en revanche le développement du nucléaire civil avec la centrale KANUPP qui sera inaugurée en 1972 à Karachi. Le programme spatial voit le jour en 1961 avec la création de la Commission de recherche sur l'espace et la haute atmosphère (SUPARCO), notamment grâce à l'influence d'Abdus Salam. Ayub Khan décide aussi la construction d'une nouvelle capitale la même année : nommée « Islamabad », il s'agit d'une ville nouvelle installée juste au nord de la capitale militaire Rawalpindi. Elle est officialisée dans la constitution de 1962 comme siège des institutions exécutives.
Durant l'été 1965, dans un contexte de contestations anti-indiennes au Cachemire, le président et le chef de l'armée conçoivent un plan secret visant à récupérer la région disputée. Peu relayé dans la hiérarchie militaire, le projet vise à infiltrer des soldats pakistanais dans la partie indienne du Cachemire afin de soutenir une révolte de la population majoritairement musulmane. Lancée début août, l'opération « Gibraltar » est cependant un échec cuisant : la population ne suit pas le mouvement et l'armée indienne réagit rapidement. S'ensuivent deux mois de confrontations durant lesquels les armées pakistanaise et indienne essuient chacune succès et échecs. Face aux pressions des grandes puissances soviétique et américaine, les deux camps finissent par établir un cessez-le-feu prévoyant un retour aux frontières antérieures. La responsabilité d'Ayub Khan dans l'échec militaire est alors dénoncée par ses opposants et des manifestations éclatent, notamment menées par des étudiants. La déclaration de Tachkent est vue comme une trahison et un renoncement injustifié par ses opposants, alors que l'opinion publique imaginait l'armée pakistanaise en position de force sur le terrain,.

### Élection de 1965
En 1962, à la faveur de la fin de la loi martiale, Ayub Khan autorise de nouveau les partis politiques notamment en raison de contestations venues du Pakistan oriental. La Ligue musulmane du Pakistan se scinde alors en deux : la « convention » qui soutient Ayub Khan, et le « conseil » qui s'y oppose en rejoignant plus tard le Front démocratique uni mené par Huseyn Shaheed Suhrawardy. En 1964, Ayub Khan annonce la convocation d'une élection présidentielle correspondant à la fin de son mandat accordé par plébiscite en 1960. Toutefois, la plupart des opposants ont été interdits de se présenter au scrutin et vont finalement se rallier à Fatima Jinnah, sœur du père de la nation. Avec le slogan « la démocratie contre la dictature », Fatima réunit d'importantes foules et sa campagne est considérée comme un succès. Toutefois, le 2 janvier 1965, près de 64 % des 80 000 grands électeurs votent pour Ayub Khan même si Fatima réalise de bons scores dans les grandes villes, notamment à Dacca et Chittagong dans le Pakistan oriental, où la contestation grandit, et même à Karachi. L'honnêteté du scrutin a toutefois été remise en cause par l'opposition, notamment du fait de l'influence dont le pouvoir dispose sur les grands électeurs,.

### Politique étrangère

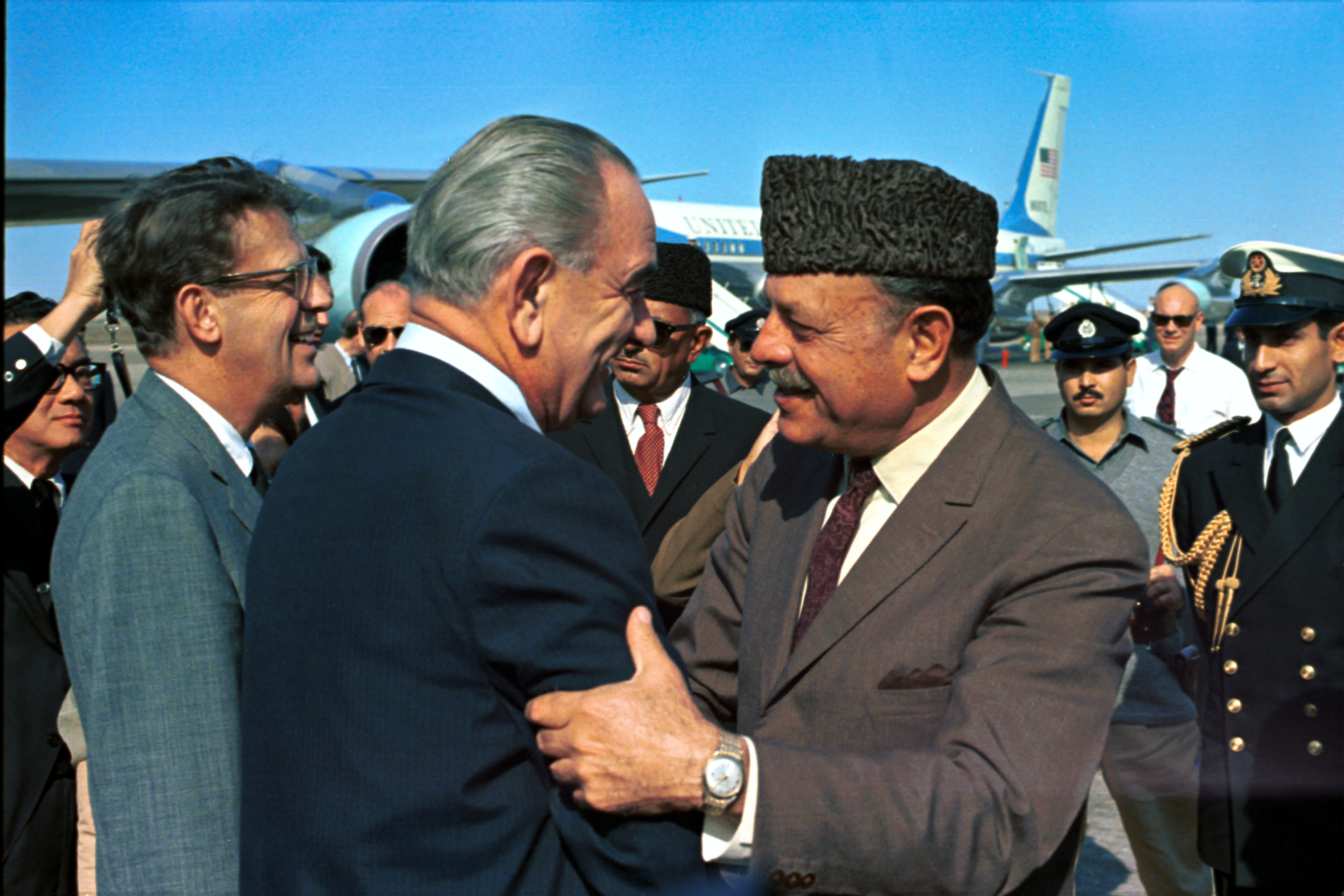
En 1967, Ayub Khan reçoit le président américain Lyndon B. Johnson à Karachi.

Fidèle à ses positions lorsqu'il était ministre de la Défense, Ayub Khan a mené une alliance forte et stratégique avec les États-Unis. Le pouvoir pakistanais a cherché à en tirer des aides financières et notamment des aides militaires pour faire face à l'Inde. Ayub Khan a proposé que l'armée pakistanaise puisse en échange aider les États-Unis à lutter contre l’expansion du communisme, en les convainquant qu'une prise de pouvoir par la gauche était possible au Pakistan. La coopération entre les deux pays est ainsi intense. Trois bases aériennes pakistanaises sont alors louées aux Américains, dont une base secrète près de Peshawar à la CIA. Cette dernière va d'ailleurs être l'objet de menaces de bombardement de la part de l'Union soviétique à la suite de l'incident de l'U-2 qui y était stationné en 1960. Ayub Khan rencontre plusieurs présidents américains alors qu'il est au pouvoir, notamment John F. Kennedy en 1961 et Lyndon B. Johnson en 1967. Il a également plusieurs fois exprimé son opposition à l'URSS.
Toutefois, après la guerre contre l'Inde en 1965, les relations avec les États-Unis se détériorent, d'autant que l'administration américaine tente d'améliorer ses relations avec l'ennemi du Pakistan. Ayub Khan va alors tenter d'établir des relations avec la Chine et l'Union soviétique, sans remettre en cause le partenariat stratégique avec les États-Unis. De même Zulfikar Ali Bhutto, qui a été ministre des affaires étrangères de 1963 à 1966, était connu pour être plus proche de l'Union soviétique. Les importantes confrontations lors de la guerre sino-indienne en 1962 donnent l'occasion au Pakistan d'établir un partenariat stratégique avec la Chine, afin de contrebalancer l’influence indienne et sa position sur le Cachemire. La Chine a également très bien accueilli ce partenariat, soucieuse d'éviter son isolement à la suite de l'alliance pro-occidentale de l'Organisation du traité de l'Asie du Sud-Est, dont le Pakistan est justement membre. Les deux pays établissent des accords commerciaux, règlent leur litige frontalier par un traité en 1963 et entreprennent la construction de la route du Karakorum pour les relier. Les États-Unis font pression sur le Pakistan à la suite de ces nouvelles orientations et réduisent les aides accordées au pays, mais sans jamais mettre un terme à l'alliance stratégique, étant donné leurs intérêts communs à limiter l'influence communiste dans la région.

### Contestations et fin de pouvoir

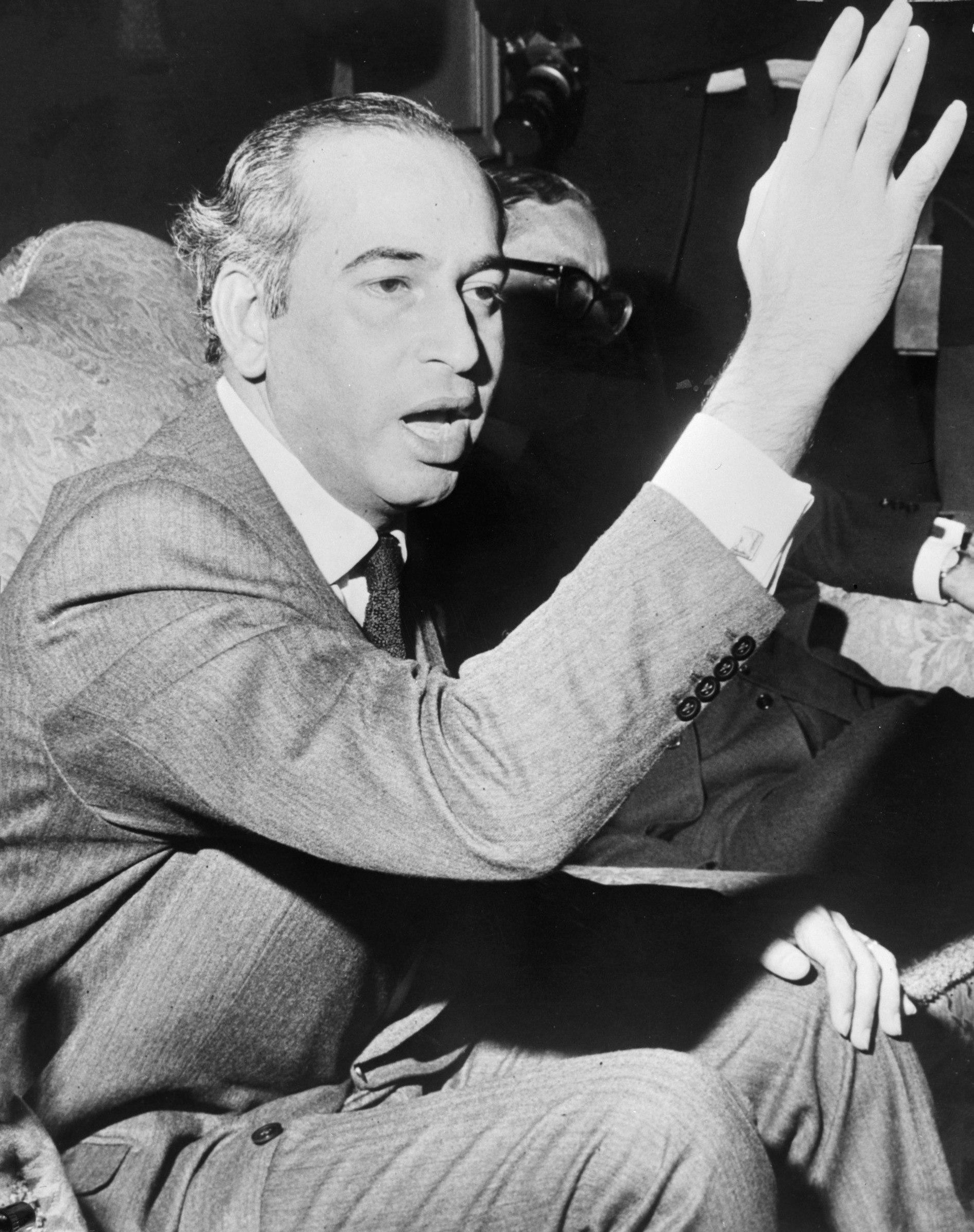
Zulfikar Ali Bhutto, ancien ministre d'Ayub Khan, devenu l'un de ses principaux opposants en 1968.

L'impopularité du président Ayub Khan et la contestation contre son régime prennent de l'ampleur dans la seconde moitié des années 1960, notamment après la défaite militaire pakistanaise de 1965. La contestation est menée par l'ancienne classe politique, des mouvements étudiants et ouvriers de gauche et plus particulièrement par les Bengalis au Pakistan oriental. En 1967, le pays connaît une grève de cheminots qui débouche sur un mouvement étudiant. La répression policière fait un mort en novembre 1968 et, le 10 du mois, un étudiant tente de tuer le président lors d'un discours à Peshawar. Dacca entame ensuite une grève générale et deux manifestants sont tués par la police en décembre 1968. Les avocats et les journalistes se joignent ultérieurement au mouvement. En janvier 1969, des médecins se mettent en grève et les autorités instaurent des couvre-feux dans plusieurs grandes villes. La protestation prend de l'ampleur entre février et mars quand les fonctionnaires rejoignent à leur tour le mouvement. La répression s'intensifie aussi, avec un total de 239 morts, principalement au Pakistan oriental. Dans ce dernier, la contestation est menée par la Ligue Awami et Sheikh Mujibur Rahman qui dénoncent la négligence de la province par les autorités. Ayub Khan fait arrêter le meneur bengali pour « conspiration » ; dans son journal, il qualifie le mouvement de « communiste et terroriste ».
Une figure émerge nettement à l'ouest : l'ancien ministre des affaires étrangères d'Ayub Khan, Zulfikar Ali Bhutto. Ce dernier avait pourtant nettement incité le président à s'engager dans le conflit de 1965 au Cachemire. La montée des mouvements de gauche et le creusement des inégalités permettent à Ali Bhutto de séduire les masses avec un discours socialiste. Khan Abdul Wali Khan et lui sont arrêtés par la police le 13 novembre 1968. En février 1969, même l'armée commence à prendre ses distances, notamment lorsque celle-ci refuse de tirer sur des manifestants à Lahore. À partir de ce mois ci, Ayub Khan entame des négociations et la libération d'opposants, puis il accepte le mois suivant certaines revendications de Bhutto et Wali Khan : une réforme constitutionnelle accordant le suffrage universel direct et la mise en place d'un système parlementaire. Toutefois, acculé par la défiance d'une large partie du pouvoir, Ayub Khan démissionne le 25 mars 1969 lors d'un discours diffusé à la radio dans lequel il dénonce un coup de force. Le pouvoir reste toutefois pleinement entre les mains des militaires, Ayub Khan le transmettant au chef de l'armée Muhammad Yahya Khan, contrairement à ce que prévoit la Constitution. Celui-ci suspend cette dernière, met en place la loi martiale, interdit les partis politiques et accroît la répression. Le mouvement ne s’essoufflant pas, Yahya Khan se résout à organiser des élections libres en 1970 qui conduisent à la victoire de l'opposition, puis la sécession du Pakistan oriental qui devient le Bangladesh à l'issue d'une guerre meurtrière.

## Fin de vie et mort
L'état de santé d'Ayub Khan commence à se dégrader à la fin de ses fonctions présidentielles. Il fait une première attaque cardiaque en janvier 1968, au moment où son autorité est fortement contestée par la population. Après son départ du pouvoir, il part dans une discrète retraite et évite toute apparition publique. Il esquive notamment une audition de l'enquête judiciaire sur la défaite militaire du Pakistan lors de la guerre de 1971. Le 19 avril 1974, la famille d'Ayub Khan annonce qu'il est mort d'une attaque cardiaque dans sa résidence de Rawalpindi, à l'âge de 67 ans. Il est enterré le 21 avril dans son village natal de Rehana, dans le district d'Haripur. La cérémonie est discrète, sans funérailles d’État ou honneurs militaires.

## Héritage

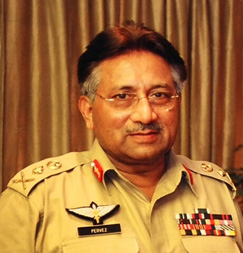
Le général Pervez Musharraf prend lui aussi le pouvoir par un coup d’État en 1999 et sera l'homme fort du pays durant près d'une décennie.

Son héritage politique est controversé. D'un côté, au moment de sa mort, beaucoup louent la stabilité qu'il a pu apporter au pays et ses réformes économiques, notamment la réforme agraire, et notent la relative popularité dont il a bénéficié au début de son règne. Ses premières années sont en effet marquées par une croissance économique record, mais les inégalités sociales se creusent dans le même temps, cinq millions de Pakistanais tombant sous le seuil de pauvreté. La sécession du Bangladesh hante également l'héritage d'Ayub Khan, alors que c'est sous son mandat que certaines ruptures profondes se sont créées avec les Bengalis. Pourtant bien conscient de ce risque, l'administration avait augmenté les dépenses publiques dans cette région et y installa le Parlement, sans résultats. Plus largement, il est aussi largement critiqué comme étant autoritaire et despotique de par son contrôle des médias et sa tendance à décider seul, notamment.
Ayub Khan n'est pas une référence politique contemporaine au Pakistan, car d'un côté les mouvements politiques de gauches ou démocrates lui reprochent sa politique liberticide et de l'autre les mouvements conservateurs ou islamistes blâment sa politique séculariste. Il était en effet sceptique quant aux fondements des principes démocratiques, comme il l'indiqua dans ses mémoires Friends not Masters dans lesquelles il plaidait pour une « démocratie contrôlée » et disait à propos de sa réforme constitutionnelle qu'« il est trop tard pour revenir sur le suffrage universel, en dépit de ses graves défauts », tout comme il considérait que l'armée devait avoir un rôle prépondérant. Il est également critiqué par les islamistes pour ses réformes familiales, limitant la polygamie notamment. Toutefois, le qualificatif de « séculier » concernant son régime est également contesté, alors que c'est notamment sous sa présidence que le Conseil de l'idéologie islamique a été fondé et le statut de république islamique confirmé.
Sur le long terme, Ayub Khan a fortement influencé le pouvoir pakistanais, notamment en ce qui concerne les relations entre civils et militaires. Il est en effet le premier chef de l'armée à avoir renversé le pouvoir par un coup d’État et va être imité par Muhammad Zia-ul-Haq en 1977 et Pervez Musharraf en 1999. Ces autres régimes militaires vont suivre un modèle et une trajectoire semblables : coup d’État mené sur l'initiative du chef de l'armée, qui instaure la loi martiale et se proclame président, conduisant à un plébiscite puis à des réformes constitutionnelles tout en cherchant le soutien des États-Unis et aboutissant enfin à un régime présidentiel autoritaire durant environ dix ans. À chaque fois, les coups vont être bien accueillis mais la contestation finit par grandir progressivement et redonne du souffle à une ancienne opposition tout en faisant naître de nouvelles forces. En revanche, alors qu'Ayub Khan avait en partie fait reposer son pouvoir sur une bureaucratie civile, ses successeurs militaires vont davantage institutionnaliser leur puissance. Ainsi, sous le régime d'Ayub Khan, les militaires ont obtenu un rôle majeur qu'ils n'ont jamais abandonné, grâce notamment à une autonomie politique et financière de fait.